# Stateburg
Stateburg és una concentració de població designada pel cens dels Estats Units a l'estat de Carolina del Sud. Segons el cens del 2000 tenia 1.264 habitants.

## Demografia
Segons el cens del 2000, Stateburg tenia 1.264 habitants, 461 habitatges i 389 famílies. La densitat de població era de 104,3 habitants/km².
Dels 461 habitatges en un 38,6% hi vivien nens de menys de 18 anys, en un 73,5% hi vivien parelles casades, en un 6,5% dones solteres, i en un 15,6% no eren unitats familiars. En el 13,2% dels habitatges hi vivien persones soles el 2,2% de les quals corresponia a persones de 65 anys o més que vivien soles. El nombre mitjà de persones vivint en cada habitatge era de 2,74 i el nombre mitjà de persones que vivien en cada família era de 2,99.
Per edats la població es repartia de la següent manera: un 26,8% tenia menys de 18 anys, un 6,6% entre 18 i 24, un 30,1% entre 25 i 44, un 29,9% de 45 a 60 i un 6,6% 65 anys o més.
L'edat mediana era de 38 anys. Per cada 100 dones de 18 o més anys hi havia 96,4 homes.
La renda mediana per habitatge era de 59.152 $ i la renda mediana per família de 59.196 $. Els homes tenien una renda mediana de 42.431 $ mentre que les dones 26.875 $. La renda per capita de la població era de 23.617 $. Cap de les famílies i l'1,2% de la població estaven per davall del llindar de pobresa.

## Poblacions més properes
El següent diagrama mostra les poblacions més properes.